# 视线传播
视线传播指的是电磁射线沿直线传播的行为。射线或者波，遇到障碍物时偏离原路径或者被反射，而不能继续沿地平线或者绕过障碍物传播。除此之外，物质材料依照波的能量的不同对射线进行不同的散射。